# Ecseg
Ecseg es un pueblo ubicado en el condado de Nógrád, Hungría.

## Superficie
Posee una superficie de 24,10 kilómetros cuadrados.

## Demografía
Hasta 2021 la población era de 1181 habitantes, con una densidad de población de 49,0 habitantes por kilómetro cuadrado.